# Vechta-West
Vechta-West ist der unter den Vechtaern so bezeichnete Westen der Stadt Vechta mit ungefähr 6000 Einwohnern.
Früher befand sich auf dem seit den 1990er Jahren durch Wohnbebauung erschlossenen Gebiet ein alter Flugplatz, der im Ersten und Zweiten Weltkrieg von Bedeutung war.

## Geographie
Im Stadtteil liegt das Wohngebiet Vechta-West, dessen Straßennamen nach Flugzeugkonstrukteuren (z. B. Dornierstraße oder Junkersstraße) sowie nach europäischen Großstädten (z. B. Straßburger Straße oder Amsterdamer Straße) benannt sind. Das gleichnamige Gewerbegebiet Vechta-West befindet sich im Süden des Stadtteils. Im Norden befindet sich das Ende der 1990er Jahre entstandene Gewerbegebiet Vechta-Mitte mit einem großen Einkaufszentrum, einem Baumarkt sowie einem Möbelhaus. Zwischen dem Einkaufszentrum und dem Möbelhaus haben sich entlang der Falkenrotter Straße und Osloer Straße mehrere Unternehmen, vor allem Kfz-Betriebe, angesiedelt. Die Theodor-Heuss-Straße und die Vechtaer Marsch sind Durchgangsstraßen und verbinden die Falkenrotter Straße (L843) mit dem Borkerner Damm (K333).

## Bildung
An der Brüsseler Straße befindet sich die Grundschule Vechta-West (Christopherusschule).

## Verkehr
Im Westen wird Vechta-West durch die Umgehungsstraße, die auf einem Straßendamm führt (B 69) und zwei Ausfahrten (Industriegebiet Vechta-West und Vechta-Mitte) hat, abgetrennt. Deutlich von der Innenstadt und dem Osten der Stadt abgetrennt, verläuft als künstliche Grenze zwischen Innenstadt und Vechta-West die Bahntrasse der Bahnstrecke Delmenhorst–Hesepe, die von der NordWestBahn stündlich in Richtung Bremen und Osnabrück (RB 58) bedient wird.
Entlastungsstraße Vechta-West
Die Falkenrotter Straße wurde im Jahre 2010 mit zwei Kreisverkehren, die zwei völlig überlastete Ampelkreuzungen ersetzen, sowie mehreren Lärmschutzwänden am Straßenrand, ausgebaut. Zwischen den beiden neuen Kreisverkehren, die mit Skulpturen geschmückt werden, wird voraussichtlich ab Frühling 2012 ein Straßentunnel in Trogbauweise unter die Bahnstrecke Delmenhorst–Hesepe gebaut. Dieses Verkehrsprojekt trägt den Namen Entlastungsstraße Vechta-West und erste Planungen gehen bis in die 1970er Jahre zurück, als die Stadt unter Bürgermeister Möller eine Erweiterung des Stadtgebietes auf die Westseite des Bahnhofs Richtung Bakum / A1 anstrebte. Knapp 80 % aller Neubürger, die im Zeitraum 1980–2010 nach Vechta gezogen sind, haben sich in Vechta-West und Stukenborg niedergelassen. Daher wurde eine Realisierung dieses Verkehrsprojektes seit Anfang der 1990er, als das Wohngebiet „West“ und das „Famila-Einkaufszentrum“ geplant und gebaut wurden, ein immer zentraleres Thema in der Stadtpolitik. Kurz vor der Jahrtausendwende wurde dann die erste Planung vom Stadtrat bewilligt, die eine Hochstraße, direkt durch das Wohngebiet „West“, vorsah. Fertigstellung wäre dann im Jahr 2003 gewesen. Dagegen bildeten sich aber starke Bürgerproteste, aus denen sich dann auch die Bürgerinitiative Vechta-West , (aus der sich dann später zum Teil auch die Freie Wählerinitiative Wir FÜR Vechta entstand) bildete. Die Proteste zeigten Wirkung und so wurde der Plan für eine Hochstraße fallen gelassen. Ab 2003 wurde dann auf der gleichen Schneise eine Tunnellösung diskutiert, die aber ebenfalls durchs Wohngebiet geführt hätte und durch die Länge des Tunnels sehr teuer geworden wäre, auch diese Planung wurde durch Bürgerproteste verhindert. Dann kam man ab 2005 zu einer Realisierung des für Vechta immens wichtigen Verkehrsprojektes auf dem heutigen im Bau befindlichen Trassenverlauf. Allerdings wurde auch hier der erste Plan 2006 verworfen, da ein geschlossener Tunnel trotz der kurzen Strecke sehr teuer geworden wäre. So beschloss die Mehrheit des Stadtrates dann im Jahre 2008 den heutigen Trassenverlauf ("B-Plan") als Troglösung in Verbindung mit zwei Kreisverkehren. Zur Finanzierung wurde eine Kreuzungsvereinbarung zwischen der Stadt Vechta, dem Bund und der Deutschen Bundesbahn geschlossen, bei der sich alle drei Parteien die Kosten gleich teilen. Die Kreisverkehre wurden dann im Jahr 2010 beide hintereinander gebaut, der Westkreisel „Petersburg“ war im Sommer 2010 fertiggestellt, der Ostkreisel „Falkenrott“ im Oktober 2010. Ein Teil der Straße „An der Gräfte“ wurde stillgelegt und durch einen neuen Straßenabschnitt an den neuen Ostkreisel angebunden. Dann klagten mehrere Anwohner der angrenzenden Straßen vor dem Landgericht Lüneburg gegen den Bebauungsplan des Trogbauwerks. Die Klage war vor allem dadurch begründet, dass man bei der Ausfahrt aus dem Tunnel Richtung Innenstadt, auf dem neuen Teil der Straße „An der Gräfte“ nicht etwa am Ostkreisel ausfährt, sondern vor einer neu entstehenden Ampel steht, die wiederum zu Rückstaus führen wird, die man eigentlich verhindern will. Die Klage wurde seitens der Landgerichtes Ende April 2011 abgewiesen, allerdings reichten die Kläger im Juli 2011 im Namen der Bürgerinitiative Vechta-West Beschwerde vor dem Bundesverwaltungsgericht Leipzig ein. Diese Klage wurde schließlich am 26. März 2012 abgewiesen. Die Bauarbeiten für die Unterführung begannen im Februar 2012 und wurden mit Eröffnung der Unterführung am 11. Juli 2015 beendet.
Vechta-West liegt somit auch unmittelbar nahe an der Straße Paulus-Bastei des Vechtaer Bahnhofs.
Außerdem befährt die Linie 602 des StadtBus Vechta zwischen Burgstraße und Famila-Einkaufszentrum im 60-Minuten-Takt den Stadtteil.